# Castillomys crusafonti
Espèce
Castillomys crusafonti est une espèce éteinte, du genre également éteint Castillomys, des rongeurs de la famille des Muridae.

## Distribution et époque
Ce muridé a été découvert en Espagne, en France et en Grèce. Il vivait à l'époque du Miocène jusqu'au Pléistocène.

## Étymologie
L'épithète spécifique honore le paléontologue espagnol Miquel Crusafont (1910-1983).

## Taxinomie
Cette espèce a été décrite pour la première fois en 1969 par le naturaliste Jacques Michaux.

## Publication originale
Michaux, 1969 : « Muridae (Rodentia) du Pliocène supérieur d'Espagne et du Midi de la France ». Palaeovertebrata, vol. 3, p. 1-25 (consulté le 23 octobre 2013).